# Rolf Miehlke

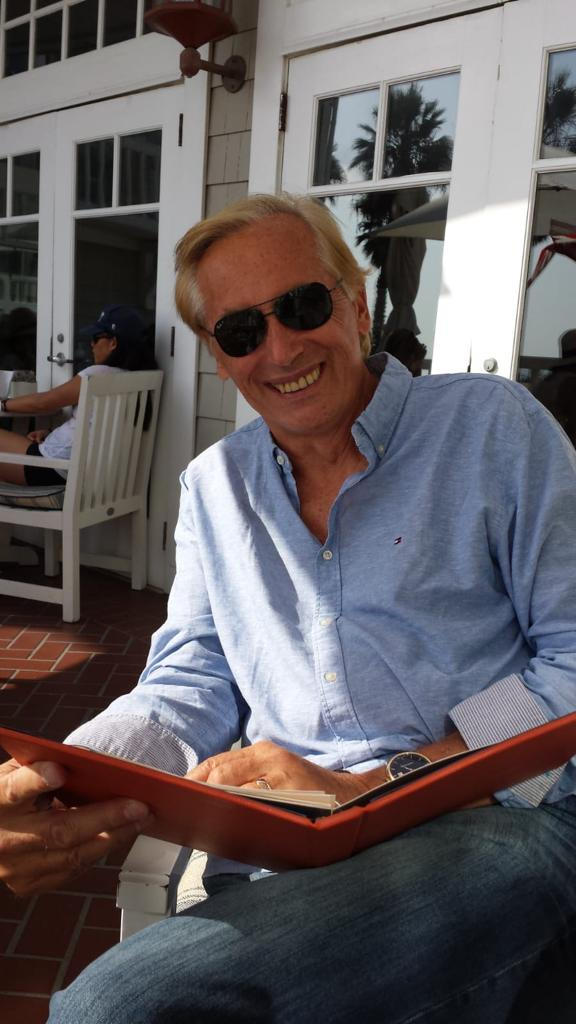
Rolf Miehlke (2015)

Rolf K. W. Miehlke (* 4. Juni 1945 in Pretzier, Landkreis Salzwedel) ist ein deutscher Orthopäde und Spezialist für die chirurgische Behandlung rheumatischer Erkrankungen.

## Leben
Als Sohn des Arztes Klaus Miehlke und seiner Ehefrau Hildburg, geb. Kasch, wurde Rolf Miehlke auf der Flucht aus Berlin am 4. Juni 1945 in Pretzier, Landkreis Salzwedel geboren.
Nach Schulzeit und Abitur in Nürnberg und Wiesbaden studierte Miehlke an den Universitäten Mainz, Hamburg und Düsseldorf von 1964 bis 1970 Biochemie und Medizin. 1970 promovierte er an der Heinrich-Heine-Universität Düsseldorf über den Einfluss der Kniegelenksynovektomie auf den Verlauf der primär chronischen Polyarthritis (rheumatoiden Arthritis).
Nach allgemeinchirurgischer Tätigkeit wechselte Miehlke 1972 an die Westfälische Wilhelms-Universität, wo er unter Hans-Henning Matthiaß seine Facharztausbildung zum Orthopäden erhielt und zum Oberarzt ernannt wurde. Innerhalb des Fachs Orthopädie widmete er sich schwerpunktmäßig neben der Rheumachirurgie, der arthroskopischen Chirurgie, der Biomechanik und der Knieendoprothetik.
Ferner kooperierte er 1975 bis 1981 mit der Technischen Hochschule Twente in Enschede, Niederlande, und der Kernforschungsanlage Jülich. Zwischen 1977 und 2010 engagierte sich Miehlke in der Deutschen Rheumaliga für die Belange Rheumakranker, ab 1983 als Vorstandsmitglied im Landesverband Nordrhein-Westfalen, und er war Beirat im Bundesverband.
1981 habilitierte sich Miehlke an der Westfälischen Wilhelms-Universität Münster über das biomechanische Verhalten von Knieendoprothesen und Materialabriebprobleme. 1982 wurde Miehlke zum Chefarzt der neu gegründeten Klinik für Rheumaorthopädie am Nordwestdeutschen Rheumazentrum im St.-Josef-Stift Sendenhorst berufen. 1987 erfolgte die Ernennung zum apl. Professor für Orthopädie an der Westfälischen Wilhelms-Universität Münster. Miehlke leitete seine Abteilung bis 2008. Danach ging er bis 2015 für den Bereich Knieendoprothetik Kooperationen mit einer Praxisgemeinschaft in Münster und mit dem Gelenkzentrum Rhein-Main in Wiesbaden ein.
Miehlke beeinflusste in Deutschland und durch sein internationales Auftreten auch darüber hinaus die operative Behandlung rheumatischer Erkrankungen, arthroskopische Verfahren und die endoprothetische Versorgung des Kniegelenks sowie die computergesteuerte Implantation künstlicher Kniegelenke. Dies dokumentiert sich in über 150 Publikationen und Buchbeiträgen.
Mehrfach wurde Miehlke in den deutschen Medien als Orthopäde und Kniespezialist ausgezeichnet.
Miehlke ist Vater zweier Töchter und in zweiter Ehe mit Jane-Claudia Knopps verheiratet.

## Tätigkeiten und Auszeichnungen
- 1979: Gründungsmitglied der European Rheumatoid Arthritis Surgical Society (ERASS)
- 1988–1996: Schatzmeister der Deutschen Gesellschaft für Rheumatologie (DGRh)
- 1991: Verdienstkreuz am Bande der Bundesrepublik Deutschland
- 1992–1998: Präsident der Assoziation für Orthopädische Rheumatologie (später DGORh)
- 1992–1998: Beirat der Deutschen Gesellschaft für Orthopädie und Traumatologie (später DGOU)
- 1997–2008: Mitglied des Executive Committee der European Rheumatoid Arthritis Surgical Society (ERASS)
- 1998–2008: Chairman des Scientific Committee der ERASS
- 2001: Vizepräsident der International Society for Computer Assisted Surgery (CAOS-International)
- 2002: Präsident der International Society for Computer Assisted Surgery (CAOS-International)
- 2003–2006: 2. Vizepräsident und Schatzmeister der International Society for Computer Assisted Surgery (CAOS-International)
- 2010: Goldene Ehrennadel der Deutschen Rheumaliga
- 2013: Ehrenmitgliedschaft in der Deutschen Gesellschaft für Orthopädische Rheumatologie (DGORh)

## Medizintechnische Entwicklungen
- 1991: Entwicklung und Autor des modularen Gemini Knieendoprothesen-Systems, Hersteller: W. Link, Hamburg
- 1998: Entwicklung und Co-Autor des modularen e.motion Knieendoprothesen-Systems, einschließlich Revisions-System, zusammen mit D. Saragaglia, Grenoble und J.-Y. Jenny, Strasbourg. Hersteller: B|Braun AESCULAP, Tuttlingen
- 2004: Entwickler und Co-Autor der modularen EnduRo Rotationsscharnier-Knieendoprothese, zusammen mit A. Giurea, Wien. Das EnduRo-Knie baut auf dem e.motion Knie-System auf. Hersteller: B|Braun AESCULAP, Tuttlingen
- 2007: Entwicklung und Autor des e.motion PS PRO Kniegelenks (speziell für die asiatischen Märkte). Hersteller: B|Braun AESCULAP, Tuttlingen